# Felicia Donceanu
Felicia Donceanu (* 28. Januar 1931 in Bacău; † 21. Januar 2022 in Drăgoești) war eine rumänische Komponistin.

## Werdegang
Donceanu studierte von 1949 bis 1956 am Konservatorium Ciprian Porumbescu in Bukarest bei Mihail Jora (Komposition), George Breazul und Ioan D. Chirescu (Theorie und Solfège), Paul Constantinescu (Harmonielehre), Nicolae Buicliu (Kontrapunkt) und  Mircea Basarab (Orchestration).
Bis 1958 war sie in der Musikabteilung des Verlagshauses Literatură și Artă  tätig, danach bis 1966 bei der Editura Muzicală. Sie schrieb Artikel und Berichte für Zeitschriften wie Muzica, Contemporanul, Munca und Azi, verfasste Texte für Vokalwerke anderer Komponisten und eigene Kompositionen und schrieb Skripte für Rundfunksendungen und musikalisch-choreographische Aufführungen. Daneben trat sie auch als Illustratorin von Kinderbüchern hervor.
Donceanu komponierte sinfonische und kammermusikalische Werke, Schauspielmusiken und Vokalwerke. Beim Internationalen Kompositionswettbewerb von Mannheim 1961 wurde sie mit einer ehrenden Erwähnung ausgezeichnet. Mehrfach erhielt sie Preise der rumänischen Komponistenunion, 1981 den Verdienstorden für Kultur erster Klasse, 1984 den George-Enescu-Preis der Rumänischen Akademie und 2010 den Großen Preis der Union rumänischer Komponisten und Musikwissenschaftler (UCMR).

## Werke
- Meșterul Manole, sinfonische Dichtung, 1956, 1968, 1977
- Schauspielmusik zu Tartuffe von Molière, 1965
- Schauspielmusik zu Maß für Maß von William Shakespeare, 1965
- Inscripție pe un catarg, Ballade für Harfe solo, 1989
- Diptic für Oboe, Klarinette und Fagott, 1989
- Lamento für Sopran, zwei Gamben, Cembalo und Schlagzeug, 1994
- The Bells nach einem Gedicht von Edgar Allan Poe für gemischten Chor und Schlagzeug
- Fantasia per piano-forte et cetera, Pantomime für Pianist und zwei weitere Instrumentalisten, 1998
- Tablouri vivante Stimme, Instrumente und Tanz, 1999
- Invocatio, Poem für Sopran, Violine, Klavier und Kammerorchester, 1999